# Barbara Alms

Barbara Alms (2005)

Barbara Alms (* 19. Juli 1945 in Osterburg (Altmark)) ist eine deutsche Philosophin, Germanistin und Kunstwissenschaftlerin. Sie lebt in Bremen und leitete von 1989 bis 2010 die Städtische Galerie Delmenhorst. Für ihre Verdienste um das kulturelle Leben in Delmenhorst und im Oldenburger Land erhielt sie am 1. März 2008 den Kulturpreis der Oldenburgischen Landschaft. Sie ist Gründungsmitglied des Literarischen Quartier (LitQ), einer offenen literarischen Vereinigung in Bremen. Seit 2012 widmet sie sich dem Forschungsthema Schnee und Eis in der europäischen Malerei, Literatur und Philosophie.

## Ausstellungen
Barbara Alms organisierte im Rahmen der Städtischen Galerie Delmenhorst sowohl Ausstellungen zur Klassischen Moderne als auch zur zeitgenössischen Kunst. Bundesweite Resonanz hatten Ausstellungen wie „Der STURM im Berlin der zehner Jahre“ (2000); „Ernst Ludwig Kirchner. Großstadt, Eros und Natur“ (2004) sowie „Paris leuchtet“ (2007). Ihr besonderes Interesse galt der neuen Malerei, der sie eine Untersuchungsfolge widmete: „Wirklichkeit in der zeitgenössischen Malerei“ (2001), „unHeimlich“ (2003), „Schönheit der Malerei“ (2005). Das Jahr 2006 erklärte sie in der Städtischen Galerie Delmenhorst zum „Jahr der Fotografie“, mit Ausstellungen wie „Man Ray bis Sigmar Polke“ u. a.

## Sammlungen
Im Laufe der Jahre hat sie in der Städtischen Galerie Delmenhorst drei Sammlungen aufgebaut:
- eine Sammlung zum Werk des STURM-Künstlers Fritz Stuckenberg, seiner Freunde und internationalen Zeitgenossen (von Alexander Archipenko über Heinrich Campendonk, Umberto Boccioni, Walter Dexel, Lyonel Feininger, Otto Freundlich, Johannes Itten, Wassily Kandinsky, Paul Klee, Ernst-Ludwig Kirchner, August Macke, Franz Marc bis Kurt Schwitters u. a.).
- eine graphische Sammlung zur französischen Avantgarde (von Émile Bernard, Paul Cézanne über Maurice Denis, Robert Delaunay Raoul Dufy bis Maurice Utrillo)
- eine Sammlung der zeitgenössischen Zeichnung (Bernhard Johannes Blume, Marcel van Eeden, Harald Falkenhagen, Lili Fischer, Marikke Heinz-Hoek, Thomas Huber, Karin Kneffel, Nanne Meyer, Hartmut Neumann, Heribert C. Ottersbach, Neo Rauch, Alexander Roob, Norbert Schwontkowski u. a.).

## Schriften (Auswahl)
- Blauer Streusand. Prosa und Lyrik von Wiener Autorinnen (Elfriede Jelinek, Friederike Mayröcker u. a.), gesammelt und mit kurzen Skizzen vorgestellt, Frankfurt: Suhrkamp 1987.
- Fremdheit als ästhetisches Prinzip. Zu den deutschsprachigen Romanen der Tschechin Libuše Moníková. In: Stint Nr. 6/1989, S. 138–151.
- Eine nie vollendete Liebesszene. Zu Friederike Mayröcker In: die horen. Zeitschrift für Literatur, Kunst und Kritik, 35. Jg., 1/1990, S. 149–154.
- Kreis und Quadrat. Ein Umschlagentwurf von Peter Behrens für die Delmenhorster Linoleum-Fabrik. In: Festschrift für Kurt Asche. Lilienthal 1990, S. 8–11.
- Die Renaissance des Hochdrucks in Westdeutschland in den 80er Jahren. In: Städtische Galerie Bietigheim-Bissingen (Hrsg.): Von Gabriele Münter bis Georg Baselitz. Die Geschichte des Linolschnitts. Bietigheim-Bissingen 1994, S. 20–26.
- Von der Bürgervilla zur Städtischen Galerie Delmenhorst, Delmenhorst 1995.
- Bilder … Partituren Hans-Joachim Hespos. Beiträge, Meinungen und Analysen zu Neuen Musik. Saarbrücken 1998, S. 18–21.
- Fritz Stuckenberg. Vertrauter der Farben (Ausstellungskatalog). Bremen 1998.
- Museen heute. Städtische Galerie Delmenhorst. Rainer Berthold Schossig im Gespräch mit Barbara Alms. Radio Bremen, 10. November 2002, 55 min.
- DER STURM - Corporate Identity of an International Conglomerate. In: Galerie Art Focus (Hrsg.): Der Sturm. Herwarth Waldens „Sturm“' in Berlin. Zürich 2002, S. 13–19
- Weitere Ausstellungskataloge (siehe Städtische Galerie Delmenhorst)
- Die frühen Jahre des STURM. Abenteuer der Internationalisierung eines Kunstunternehmens. Vortrag gehalten auf der Internationalen Wissenschaftlichen Konferenz „Herwarth Walden und das Erbe des Expressionismus“, Moskau 2011, publiziert in: Staatliches Institut für Kunstwissenschaft / Russische Forschungsgesellschaft für Moderne deutsche Kunst, Schriften Bd. IV, Moskau 2014 (in russischer Sprache mit deutschen Abstracts).
- Schnee und Eis bei Caspar David Friedrich. In: Gegen den Strom, Berlin 2014, S. 158–169.
- Der Schnee und die Farbe Weiß. In: Franz Radziwill Gesellschaft (Hrsg.): Franz Radziwill. Schneeweiß und Nachtschwarz, Bielefeld/Berlin 2016, S. 47–63.
- Die gleißenden Gipfel. Malerei zwischen Mythos und Moderne, Wienand Verlag, Köln 2021, ISBN 978-3-86832-618-5.